# Bangor Football Club
El Bangor Football Club es un club de fútbol de Irlanda del Norte, con sede en Bangor, Condado de Down. Fue fundado en 1918, y compite en la NIFL Premiership, la primera categoría del fútbol norirlandés.

## Historia
Fue fundado en el año 1918 en la ciudad de Bangor por Bob Lindsay y Jimmy Savage en una discusión al borde de la bahía, aunque el primera equipo de la ciudad nació 4 años antes según cuenta la leyenda local y a causa de la Gran Guerra, el fútbol fue abandonado en la ciudad y los equipos locales Bangor Rangers y Clifton Amateurs desaparecieron. 
Fue admitido en la IFA Premiership en 1927 y su primer partido fue contra sus rivales locales Ards FC. Su mejor época hasta ahora ha sido la década de 1990, en la que han ganado todos los títulos que tienen.
Para el año 2010/11, el equipo fue descendido a causa de la no renovación de la licencia para jugar en la IFA Premiership.

## Palmarés

### Torneos nacionales
- Copa de Irlanda del Norte (1): 1992-93
- Copa de la Liga de Irlanda del Norte (1): 1992-93
- Supercopa de Irlanda del Norte (1): 1993 (compartido)
- City Cup (2): 1970-71, 1976-77
- Copa Ulster (2): 1991-92, 1994-95
- NIFL Championship (1): 2024-25
- Tercera División (1): 2022-23
- Copa de la Liga Intermedia (1): 2004-05
- Ballymena & Provincial Football League (1): 2018-19
- O'Gorman Cup (1): 2018-19
- McReynolds Cup (1): 2018-19

### Torneos regionales
- County Antrim Shield (3): 1969-70, 1974-75, 1988-89
- Mid-Ulster Cup (1): 1995-96
- Steel & Sons Cup (7): 1923-24, 1940-41, 1945-46, 1994-95, 2004-05, 2011-12, 2022-23

## Participación en competiciones de la UEFA
| Temporada | Torneo           | Ronda                | Club          | Casa | Visita | Global |
| --------- | ---------------- | -------------------- | ------------- | ---- | ------ | ------ |
| 1991-92   | Copa de la UEFA  | Primera ronda        | Sigma Olomouc | 0-3  | 0-3    | 0-6    |
| 1993-94   | Recopa de Europa | Ronda clasificatoria | APOEL         | 1-1  | 1-2    | 2-3    |
| 1994-95   | Recopa de Europa | Ronda clasificatoria | Tatran Prešov | 0-1  | 0-4    | 0-5    |